# 全俄人民阵线
全俄人民阵线（俄语：Общероссийский народный фронт; ОНФ）是俄罗斯的一个政党联盟，由統一俄羅斯黨于2011年发起，它是俄羅斯执政党統一俄羅斯和众多俄罗斯非政府组织之间的政党联盟。2013年6月12日，弗拉基米尔·普京当选为全俄人民阵线领导人。
2011年，乌克兰进步社会党决定加入全俄人民阵线。
2019年10月21日，俄罗斯最高法院表示由於俄罗斯农业党7年來都沒有參加選舉，宣佈該政黨退出全俄人民阵线。